# NO!art
NO!art ist eine radikale Avant-Garde- und Anti-Kunst-Bewegung, die 1959 in New York City begann und der selbstgefälligen Konsumgesellschaft einen Schock versetzte.

## Geschichte
Boris Lurie, Sam Goodman und Stanley Fisher organisierten anfangs Ausstellungen in der March Gallery in New York City, aus denen dann die NO!art Movement entstand, benannt nach einer Show in der Galerie Gertrude Stein. Sie richteten sich dabei gegen die gegenwärtigen Trends wie Abstrakten Expressionismus und Pop Art in der Kunst und nutzten ihr Werk, um Faschismus, Rassismus und Imperialismus in der Politik zu attackieren.
Die NO!art-Ausstellungen trugen Titel wie Doom Show, Involvement Show, No Show und Vulgar Show und waren meist themenbezogen, die No Sculptures/Shit Show von 1964 enthielt dann auch Werke aus Exkrementen. Der Holocaust war ein wiederkehrendes Thema der Künstler, und sie benannten  ihre Werke vielfach provokativ als „jüdische Kunst“.
In seinem Essay Bull by the Horns schrieb der Kunstkritiker Harold Rosenberg, die „NO!art reflektiert den Mix aus Abschaum und Verbrechen, mit dem die Massenmedien die Gemüter unserer Zeit überfluten“.

## Mitglieder
Ab 1999 wurde die NO!art von Dietmar Kirves (headquarters Berlin) und Clayton Patterson (headquarters New York) vertreten. Seit 2024 wird headquarters Berlin ersetzt und durch LST in Småland, Schweden vertreten. Mitglieder sind Rocco Armento, Isser Aronovici, Enrico Baj, Paolo Baratella, Franziska Becher, Herb Brown, Ronaldo Brunet, Günter Brus, Al D’Arcangelo, Aleksey Dayen, Frank-Kirk Ehm-Marks, Erró, Klaus Fabricius, Charles Gatewood, Paul Georges, Jochen Gerz, Dorothie Gillespie, Esther Morgenstern Gilman, Amikam Goldman, Leon Golub, Blalla W. Hallmann, Harry Hass, Allan Kaprow, Kommissar Hjuler (Detlev Hjuler) and Mama Baer (Andrea Katharina Ingeborg Hjuler), Yayoi Kusama, Konstantin K. Kuzminsky, Jean-Jacques Lebel, Suzanne Long (Harriet Wood), LST, Enzo Mastrangelo, Stu Mead, Peter Meseck, Lil Picard, Leonid Pinchevsky, Birgit Ramsauer, Bernard Rancillac, Francis Salles, Naomi Tereza Salmon, Reinhard Scheibner, Bruno Schleinstein, Lars Schubert, Dominik Stahlberg, Michelle Stuart, Aldo Tambellini, Seth Tobocman, Jean Toche, Toyo Tsuchiya, Wolf Vostell, Friedrich Wall, Harriet Wood, Mathilda Wolf, Natalia E. Woytasik, Miron Zownir.